# Craig Înainte de Dumbravă
Craig Înainte de Dumbravă (în engleză Craig Before the Creek) este un film de animație de aventură american din 2023, bazat pe serialul de animație Craig și dumbrava. Filmul a fost regizat de creatorii seriei Matt Burnett și Ben Levin, co-regiat de Naija Porter și co-scris de Burnett și Levin, cu contribuții suplimentare de la Porter și diverși scriitori. Actorii vocali din serial și-au reluat rolurile, Philip Solomon, Noël Wells, H. Michael Croner, Kimberly Hébert Gregory, Phil LaMarr și Lucia Cunningham, cu Vico Ortiz în rolul Serena și Byron Marc Newsome reluânduși rolul de Duane din serialul spin-off Jessica și marea ei lume mică. Filmul servește ca un prequel al serialului și pilotului lui Craig și dumbrava.
În dorința lui de a se întoarce la vechea sa casă după ce s-a mutat recent în oraș cu familia sa, Craig pornește într-o călătorie pentru a găsi Wishmaker-ul, o solniță de hârtie care poate îndeplini dorința oricărui copil, ascunsă în pârâul din apropiere. Își formează noi prieteni cu Kelsey și J.P., iar cei trei sunt urmăriți de o bandă înfricoșătoare de pirați condusă de căpitanul lor, Serena, care încearcă să folosească Wishmaker-ul pentru a distruge Dumbrava însăși.
Produs de Cartoon Network Studios, Craig Before the Creek a fost lansat pe platformele digitale pe 11 decembrie 2023 și va avea premiera pe Cartoon Network pe 13 ianuarie 2024.

## Premisă
Craig Williams tocmai s-a mutat în Herkleton cu familia și se simte deja strămutat, mai ales că a ratat petrecerea în pijamale a unui prieten din cauza mutării. După o noapte grea, Nicole îi spune lui Craig să-și ducă sora mai mică, Jessica, la locul de joacă. În timp ce se joacă pe leagăne, jucăria de pluș a lui Jessica, Micul Unchi, este aruncată accidental în Dumbravă, iar Craig se aventurează pentru prima dată ca să o ia. El întâlnește toți acești copii ciudați, inclusiv copilul cu negorțul Kit, care se întâmplă s-o aibă. Copiii sunt atacați de un echipaj de pirați condus de Serena care îl intimidează pe Craig și îl ia pe Micul Unchi. Craig este salvat de o fată obsedată de fantezie pe nume Kelsey și de perusul ei de companie Mortimer, dar după fapta cere să fie plătit, ceea ce Craig face în Choco-rolls.

## Distribuția
- Philip Solomon - Craig și Warpspeed
- Noël Wells - Kelsey, Bug Battler și Mortimer Prietenul Serenei
- H. Michael Croner - J.P., Kraken Kid, Bryan, Todd, Flag Kid și Prietenul Serenei
- Vico Ortiz - Serena
- Kimberly Hébert Gregory - Nicole
- Byron Marc Newsome - Duane
- Lucia Cunningham - Jessica
- Phil LaMarr - Bernard, Teach și Waterballoon Mike
- Jeff Trammell - James, Gibson și Ghiulea
- Jolie Hoang-Rappapor - Hannah Le
- Zehra Fazal - Shannon the Scout, Tattoo
- Ben Levin - Bobby, Man On Bike, Tony și Jameolas
- Matt Burnett - Maestrul Broască, Pokey, Tony și Copilul Maimuță
- Jessica Mckenna - Handlebarb
- Gunnar Sizemore - Jason, Kah și Boom
- Andree Vermeulen - Eliza și Andy
- Dana Davis - Kit
- Naija Porter - Kristenandra, Nessie și Cammy
- Analesa Fisher - The Timekeeper
- Terrence Hardy Jr. - Harry, Norman și Ankles
- Ashleigh Hairston - Renee și Wren
- Karen Fukuhara - Alexis